# フランツ・フォン・シュトゥック
フランツ・フォン・シュトゥック（Franz von Stuck、1863年2月23日 - 1928年8月30日）は、ドイツの画家・版画家・彫刻家・建築家。

## 略歴
1863年にテッテンヴァイス（ニーダーバイエルン地方）に生まれる。1882年にミュンヘンの工芸学校及び美術アカデミーにて学び、レンバッハとアルノルト・ベックリンの影響を受ける。
1889年にパリ万国博覧会で金賞を受賞し、ミュンヘンに定住して画家として活動した。神話に取材した寓意的な絵や、宗教画、肖像画を描いた、分離派（ミュンヘン分離派、1892年）の創始者の一人である。1893年にシカゴ万国博覧会でメダルを獲得した。
1895年からミュンヘン美術院の教授となり、教え子にはパウル・クレー、ワシリー・カンディンスキー、ヨゼフ・アルバース、ハンス・プルマンなどがいる。1900年のパリ万国博覧会でもメダルを獲得した。社交界の中心人物でもあり、多分野での活躍によって「芸術家の王様」と呼ばれた。
1897年にアメリカ人女性と結婚し、同年から1898年までヴィラ・シュトゥックを設計した。

## 作品
- Die Neckerei　「からかい」
- Der Krieg　「戦争」
- Die Sphinx　「スフィンクス」
- Die Sünde　「罪」1893 - ノイエ・ピナコテーク蔵
- アマゾーネ（彫刻）

## ギャラリー

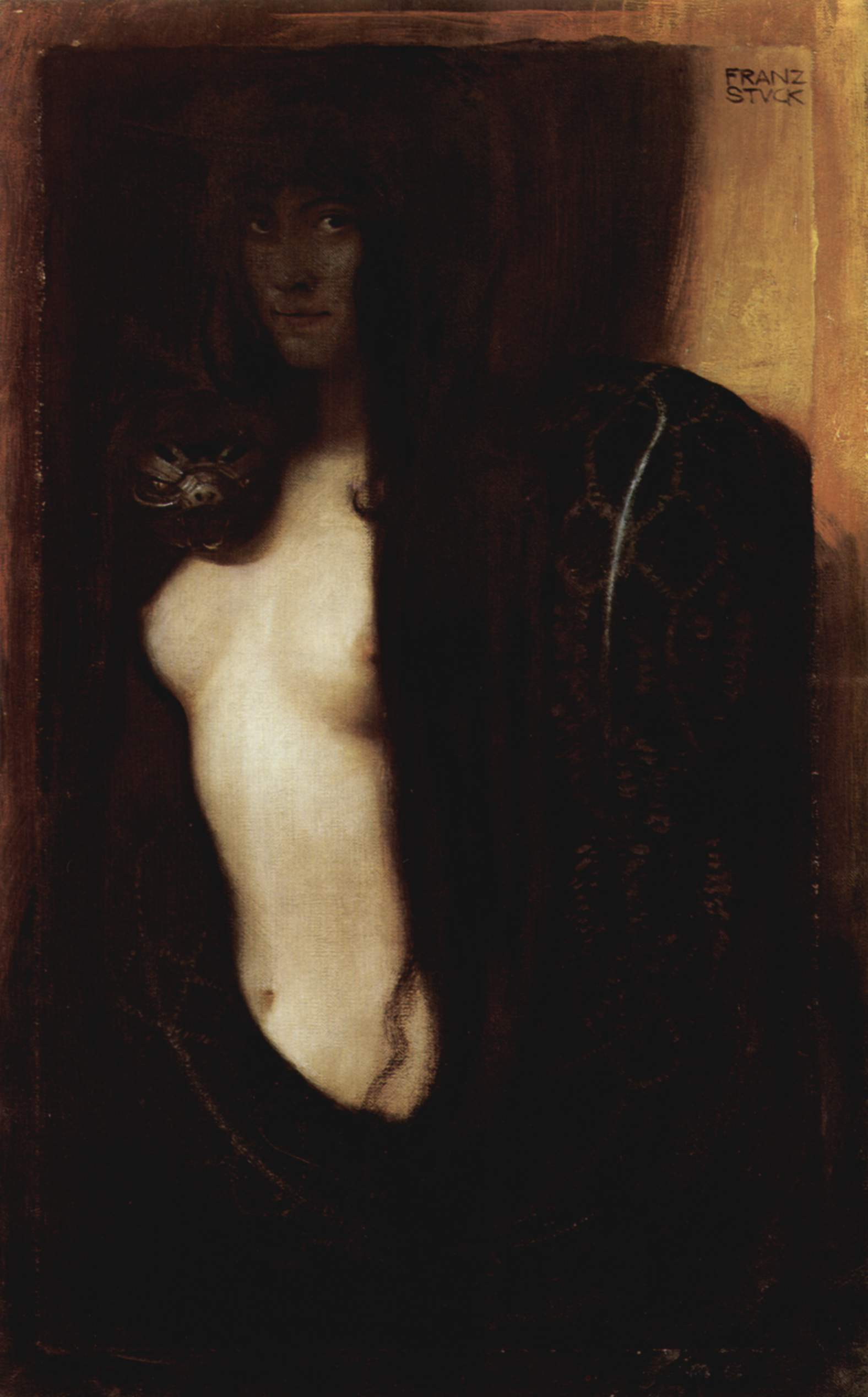
『罪』(1893年) ノイエ・ピナコテーク
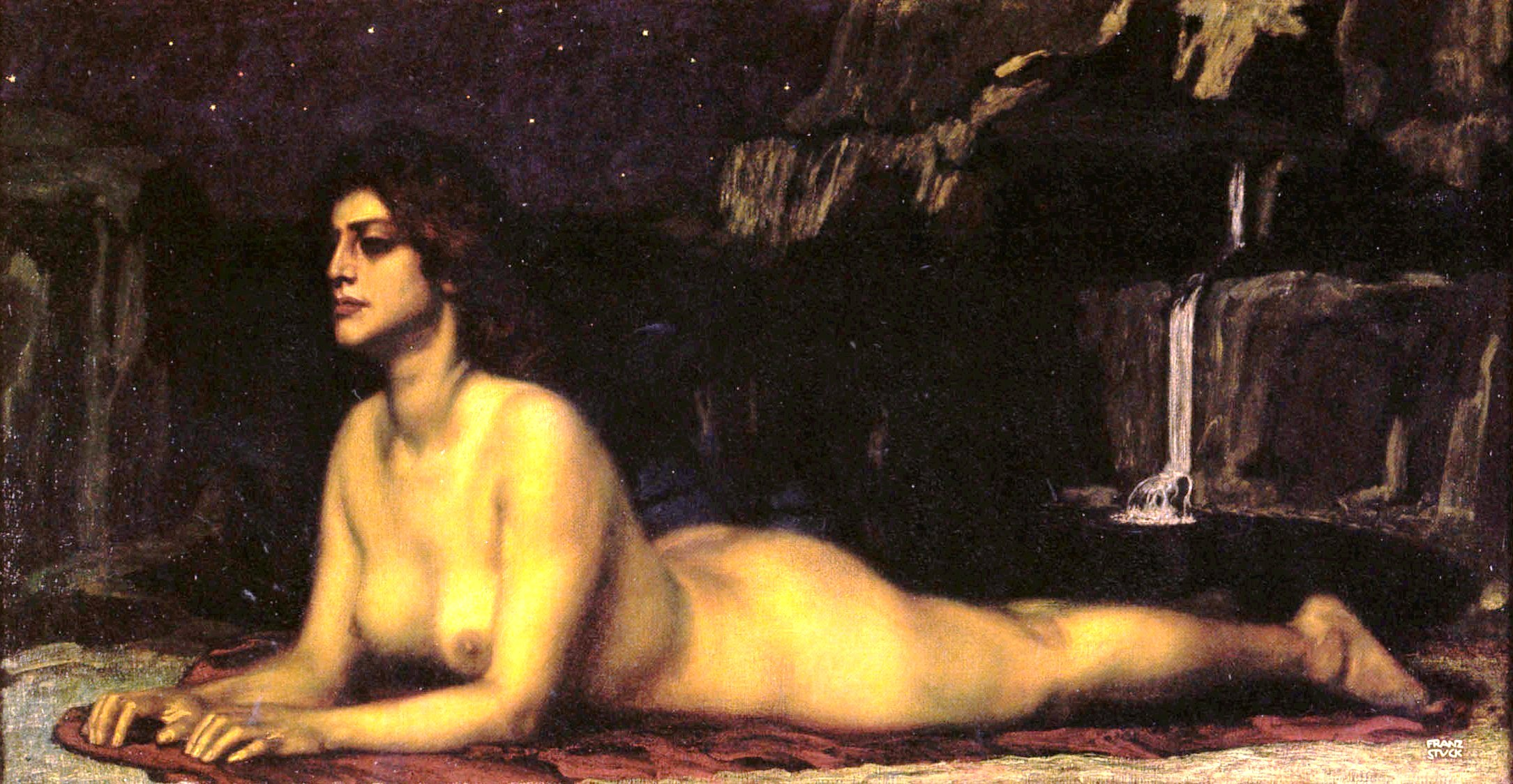
『スフィンクス』（1904年）ヘッセン州立博物館
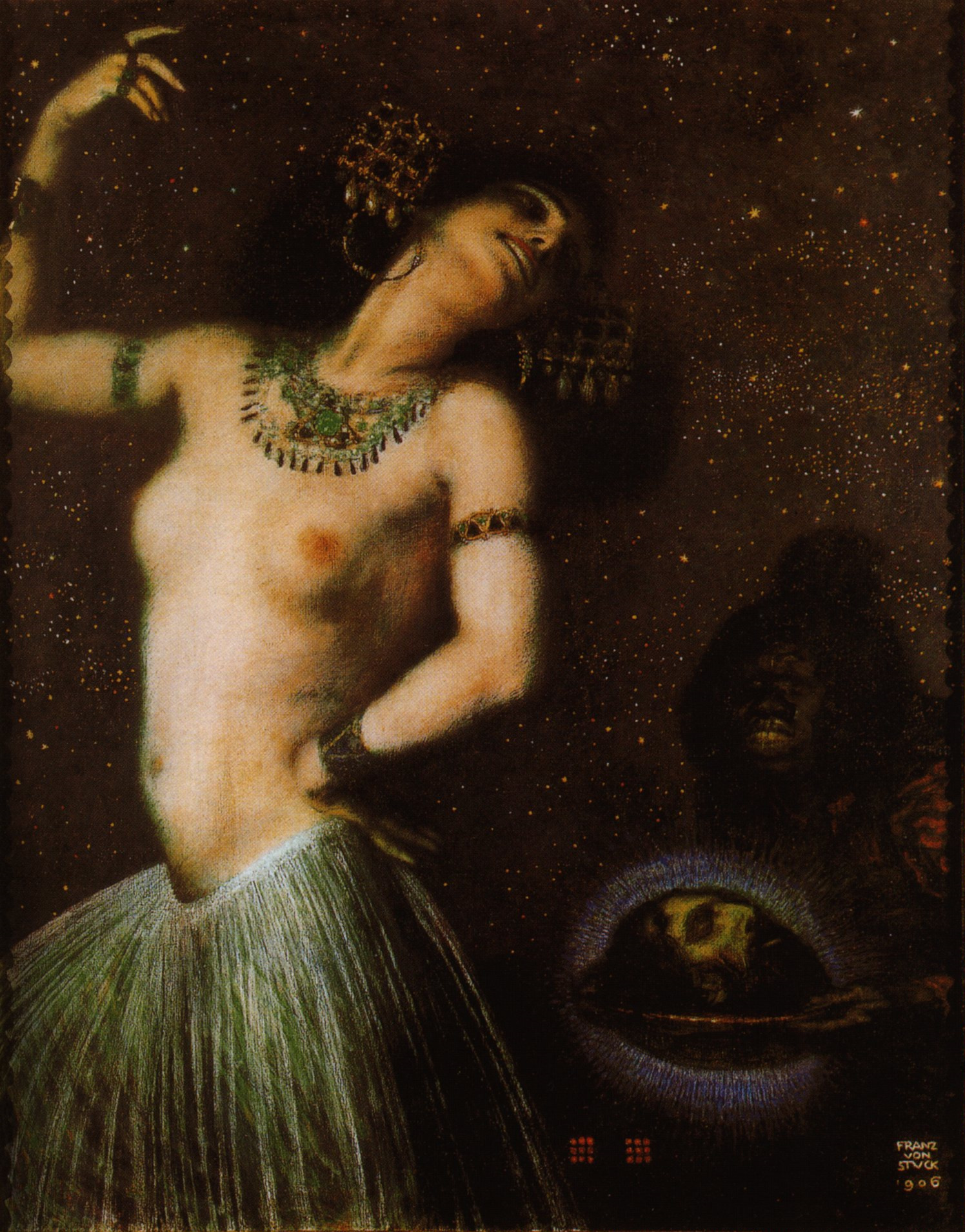
『サロメ』(1906年) レンバッハハウス美術館
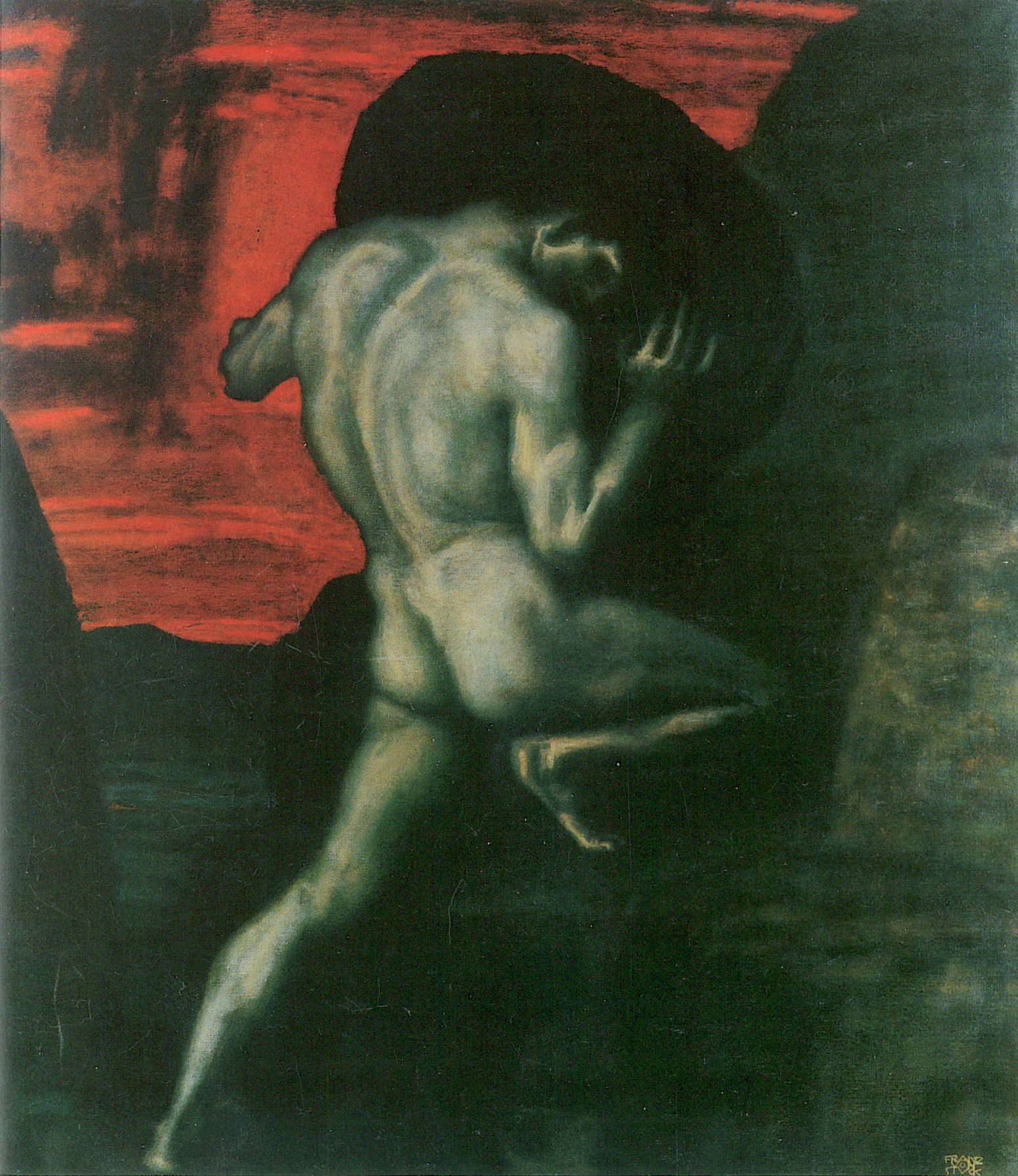
『シーシュポス』(1920年)